# Musica Transalpina

Musica Transalpina (« musique transalpine ») est un recueil de madrigaux, publié en Angleterre en 1588. Les madrigaux italiens ont traversé les Alpes (d'où le nom), dans le sens que la forme du madrigal est empruntée aux Italiens et les pièces sont principalement de compositeurs Italiens. En revanche les paroles sont rendues en anglais. C'est une importante étape qui marque le début de l'âge d'or du madrigal anglais.
Musica transalpina contient 57 pièces différentes par 18 compositeurs, avec Alfonso Ferrabosco le premier et Luca Marenzio deuxième plus représenté. Ferrabosco vit en Angleterre dans les années 1560 et 1570, ce qui pourrait expliquer le grand nombre de ses compositions dans le livre, alors qu'il est relativement inconnu en Italie.

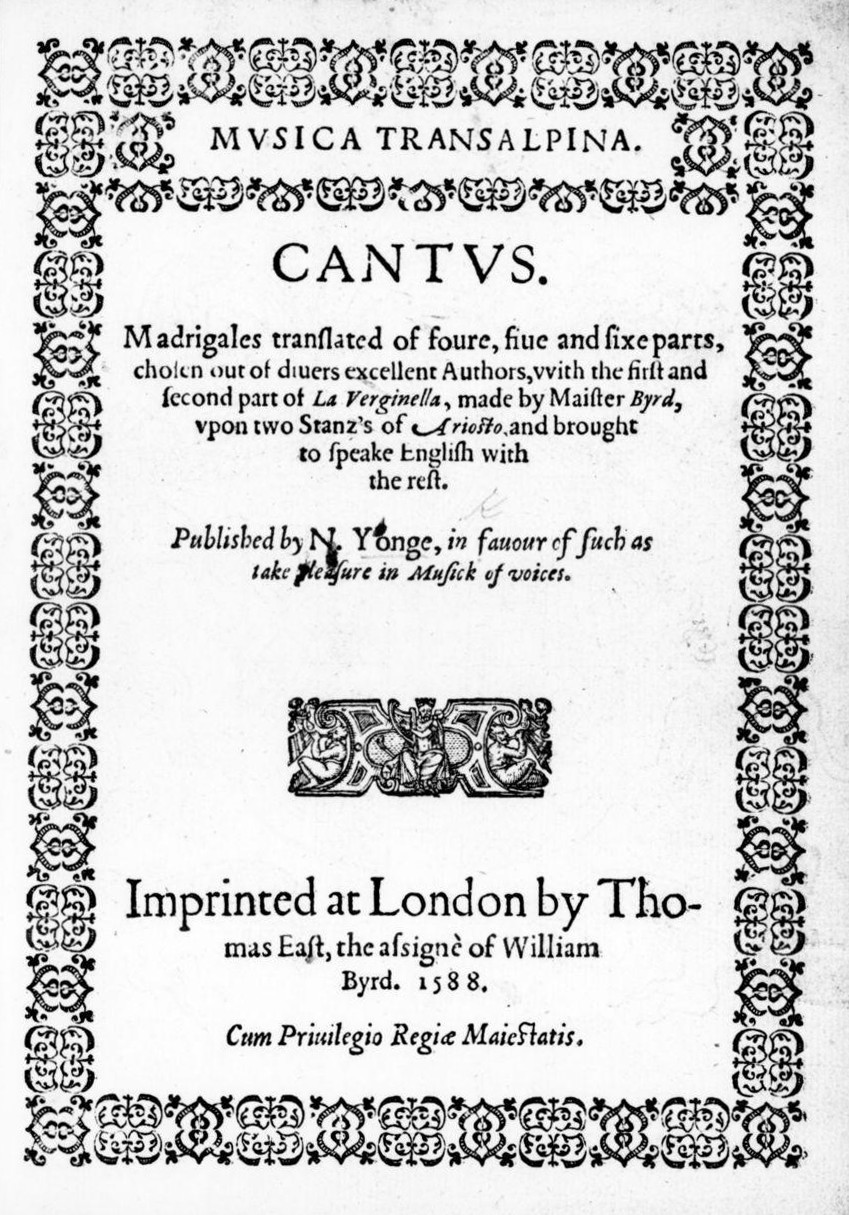
La page de titre de Musica transalpina, 1588

## Histoire
La collection, sous-titrée Madrigales translated of foure, five, and sixe parts, chosen out of divers excellent Authors (« Madrigaux traduits à quatre, cinq et six parties, choisis parmi divers excellents auteurs »), paraît avec une dédicace à Gilbert Talbot. Elle est publiée par Nicholas Yonge et imprimée par Thomas East.
D'autres anthologies similaires suivent immédiatement, après le succès de la première. Par exemple, en 1590, Thomas East publie The First Set of Italian Madrigals, dont les compositions (principalement de Luca Marenzio) sont fournies avec les textes anglais du poète Thomas Watson. Yonge lui-même publie en 1597, un second Musica transalpina: the Second Booke of Madrigalles, espérant renouveler le succès de la première collection.

## Autre
Musica Transalpina est aussi le titre d'un recueil de poésie de 2006 de Michelene Wandor.